# INS Shankul
L'INS Shankul (pennant number : S47) est un sous-marin diesel-électrique de classe Shishumar de la marine indienne. Le sous-marin a été le deuxième à être construit en Inde.

## Conception
L’INS Shankul appartient à la classe Shishumar, quatre sous-marins de type 209 achetés à l’Allemagne dans les années 1980 et 1990. Ces navires ont été conçus par le chantier naval allemand Howaldtswerke-Deutsche Werft (HDW) pour la marine indienne. Le sous-marin type 209 a été conçu par HDW à la fin des années 1960 exclusivement pour l’exportation. La conception est à simple coque et elle permet au commandant de voir l’ensemble du sous-marin, de la proue à la poupe, tout en se tenant au périscope.
Les quatre sous-marins de classe Shishumar forment la 10e escadrille de sous-marins de la marine indienne, basée à Bombay. Les deux premiers navires de la classe ont été assemblés par HDW à Kiel en Allemagne, tandis que les troisième et quatrième navires ont été construits sous licence au chantier naval Mazagon (en anglais : Mazagon Dock Shipbuilders Limited) à Mumbai grâce à la fourniture par HDW de kits à assembler. Ce furent les premiers sous-marins jamais construits en Inde. Le premier navire, l’INS Shishumar (S44), a été mis en service en septembre 1986. L’INS Shankul, qui a été mis en service en mai 1994, est le quatrième et dernier navire de la classe.
Les quatre navires de la classe Shishumar sont basés sur la variante 1500 de la classe HDW 209. Cependant, ils comprennent des caractéristiques personnalisées, y compris un plus grand diamètre de la coque sous pression, une cloison centrale résistante à la pression, ainsi qu’un système d’évacuation intégré conçu par IKL. Cette sphère d’évacuation peut transporter tout l’équipage de 40 hommes. Elle a une alimentation en oxygène de 8 heures et peut résister à une pression au moins aussi grande que celle qui peut être supportée par la coque sous pression du sous-marin. Elle est équipée pour la survie à court terme et les communications.

## Caractéristiques
Les sous-marins de classe Shishumar ont un déplacement de 1450 tonnes en surface et de 1850 tonnes en plongée. Leur longueur est de 64,4 mètres, leur largeur de 6,5 mètres et leur tirant d'eau de 6 mètres. Leur profondeur de plongée normale est 260 mètres (853 pieds) et la profondeur maximale est de 500 mètres.
Ces navires sont classés comme sous-marins d’attaque conventionnels car leur propulsion est de type diesel-électrique. Chacun de ces sous-marins est propulsé par quatre moteurs diesel MTU 12V 493 AZ80 GA31L, générant chacun 2400 ch (1790 kW). Ils ont également quatre alternateurs Siemens de 1,8 MW, alimentant un moteur électrique Siemens de 4600 ch (3430 kW). Ce dernier entraîne directement une hélice à cinq ou sept pales via un arbre. Quatre batteries électriques de 120 cellules sont situées à l’avant et à l’arrière du centre de commandement sur le pont inférieur, et représentent environ 25% du déplacement du bateau. 
Cette motorisation donne au navire une vitesse de 22 nœuds (41 km/h) en immersion et de 11 nœuds (20 km/h) en surface. Deux réservoirs de ballast principaux, avec réservoirs de garniture avant et arrière, permettent au bateau de plonger. L’autonomie est de 11000 milles marins (20000 km) à 10 nœuds (20 km/h) en surface, de 8000 milles (15000 km) à 10 nœuds (20 km/h) au schnorchel, et de 400 milles (700 km) à 4 nœuds (7 km/h) en immersion. L’endurance est de 50 jours. Ils ont un effectif de 40 personnes, dont huit officiers.
Les capteurs d’origine comprennent :
- un sonar actif/passif Atlas Elektronik CSU 83 de recherche et attaque à fréquence moyenne.
- un sonar passif Thomson Sintra DUUX-5 avec télémétrie passive et interception
- et un radar de recherche de surface Thomson-CSF Calypso à la fréquence en bande I[6].

Six sonars Thomson-CSF Eldone TSM 2272 ont été achetés à la France dans les années 1990 et ils pouvaient être installés à bord des sous-marins de la classe Shishumar, lors de leurs carénages à mi-vie. Les contre-mesures (ESM) sont un système Argo Phoenix II AR 700.
Les sous-marins de la classe Shishumar sont armés de 8 tubes lance-torpilles de 533 mm. Ils disposent de 14 emplacements de stockage pour des torpilles lourdes. Ils peuvent tirer la torpille allemande à guidage filaire Atlas Elektronik AEG SUT Mod 1-66 avec sonar actif et passif, disposant d’une ogive HE (Hautement Explosive) d’un poids de 250 kg. Sa portée est de 17,4 miles (28 km) à 23 nœuds mais tombe à 7,5 milles (12 km) à sa vitesse maximale de 35 nœuds. Les tubes lance-torpilles peuvent également transporter et lancer des missiles antinavires UGM-84L Harpoon Block II. Les troisième et quatrième bateaux de la classe, l’INS Shalki (S46) et l’INS Shankul, ont reçu un carénage en 2016 et seront équipés à cette occasion de missiles Harpoon. On pense que seuls ces deux bateaux peuvent recevoir une telle mise à niveau. Jusqu’à 24 mines peuvent également être attachées à l’extérieur.

## Modernisation
ThyssenKrupp Marine Systems a remporté en 2016 un contrat pour moderniser le système de missiles Harpoon de l’INS Shalkul et l’INS Shalki, un autre sous-marin de la même classe, lui aussi construit au chantier naval Mazagon à Bombay. De plus, Atlas Elektronik, qui est une unité opérationnelle de ThyssenKrupp Marine Systems depuis 2017, modernise les systèmes de combat et de capteurs de ces sous-marins.

## Engagements
En 2015, l’INS Shankul participe à un exercice aéronaval de grande ampleur dans l’océan Indien, entre la Marine nationale française et la marine indienne, baptisé « Varuna 2015 ». L’exercice débute le 28 avril et se termine au soir du 2 mai 2015. Il réunit deux porte-avions, le Charles de Gaulle (R91) français nucléaire et le INS Viraat (R22) indien, ainsi que leur groupe respectif. Du côté français, ce sont les frégates Chevalier Paul (D621) et Jean de Vienne (D643), ainsi que le pétrolier-ravitailleur Meuse (A607). Du côté indien, le destroyer INS Mumbai (D62), les frégates INS Gomati (F21) et INS Tarkash (F50), le Shankul et le pétrolier-ravitailleur INS Deepak (A50)